# 23-as busz (Győr)
A győri 23-as jelzésű autóbusz Marcalváros, Kovács Margit utca és a Győrszentiván, Kálmán Imre út megállóhelyek között közlekedik. A vonalat a Volánbusz  üzemelteti.

## Története
2022. április 9-től az autóbuszok Marcalváros felé betérnek Győrszentiván-Homoksorra is.

## Közlekedése
Csak munkanapokon közlekedik, a műszakváltáshoz igazítva. Győrszentiván felé kettő, Marcalváros felé 3 járat indul.

## Útvonala
| Győrszentiván, Kálmán Imre út felé | Marcalváros, Kovács Margit utca felé |
| --- | --- |
| Marcalváros, Kovács Margit utca – Mécs László utca – Bakonyi út – Lajta út – Vasvári Pál utca – Ifjúság körút – Szigethy Attila út – Ipar utca – Puskás Tivadar utca – Kandó Kálmán utca – Reptéri út – Hűtőház utca – Váci Mihály utca – Déryné út – Kör tér – Sugár út – Vajda János utca – Felüljáró út – Győrszentiván, Kálmán Imre út | Győrszentiván, Kálmán Imre út – Felüljáró út – Vajda János utca – Sugár út – Kör tér – Déryné út – Törökverő út – Homoksori út – Győrszentiván, Homoksor, Napos út – Homoksori út – Törökverő út – Déryné út – Váci Mihály utca – Hűtőház utca – Reptéri út – Kandó Kálmán utca – Puskás Tivadar utca – Ipar utca – Szigethy Attila út – Ifjúság körút – Vasvári Pál utca – Lajta út – Bakonyi út – Mécs László utca – Marcalváros, Kovács Margit utca |

## Megállóhelyei
Az átszállási kapcsolatok között a Marcalváros és az Ipar utca, Volán-telep között közlekedő 23A busz nincs feltüntetve.
| 0  | Marcalváros, Kovács Margit utca végállomás                         | 44 | 48 | 1, 1A, 1B, 11, 11Y, 13, 13B, 14, 14A, 14B, 16, 21, 21B, 22, 22A, 22B, 22Y, 24, 25, 26, 28, 42 | LIDL, TESCO, GYSZSZC Krúdy Gyula Gimnáziuma, Két Tanítási Nyelvű Középiskolája, Turisztikai és Vendéglátóipari Szakképző Iskolája, Arany János Általános Iskola                 |
| 1  | Bakonyi út, Gerence út (Korábban: Gerence út, PÁGISZ ÁMK)          | ∫  | ∫  | 11, 11Y, 13, 13B, 14, 14A, 14B, 16, 21, 21B, 22, 22A, 22B, 22Y, 24, 25, 26, 28, 42            | Győri Műszaki Szakképzési Centrum Pattantyús-Ábrahám Géza Ipari Szakgimnáziuma és Szakközépiskolája                                                                             |
| ∫  | Bakonyi út, marcalvárosi aluljáró (Korábban: Gerence út, aluljáró) | 43 | 46 | 11, 11Y, 13, 13B, 14, 14A, 14B, 16, 21, 21B, 22, 22A, 22B, 22Y, 24, 25, 26, 28, 42            | |
| 2  | Lajta út, gyógyszertár                                             | 42 | 44 | 11, 11Y, 13, 13B, 14, 14A, 14B, 16, 22, 22A, 22B, 22Y, 24, 25, 26, 28, 42                     | Dr. Kovács Pál Megyei Könyvtár Marcalvárosi Fiókkönyvtára, Mesevár Óvoda, Kovács Margit Óvoda, Idősek Otthona                                                                   |
| 4  | Lajta út, posta                                                    | 40 | 42 | 11, 11Y, 13, 13B, 14, 14A, 14B, 16, 22, 22A, 22B, 22Y, 24, 25, 26, 28, 42                     | Benedek Elek Óvoda, Posta, Brunszvik Teréz Német Nemzetiségi Óvoda, Szent-Györgyi Albert Egészségügyi és Szociális Szakképző Iskola, Kovács Margit Általános Művelődési Központ |
| 6  | Vasvári Pál utca, kórház, főbejárat                                | 38 | 38 | 6, 11, 11Y, 13, 13B, 14, 14A, 14B, 16, 24, 25, 26, 28, 32, 34, 36, 37                         | Petz Aladár Megyei Oktató Kórház, Győr Plaza, Nemzeti Adó- és Vámhivatal Nyugat-dunántúli Regionális Bűnügyi Igazgatósága                                                       |
| 8  | Ifjúság körút, Kodály Zoltán utca                                  | 36 | 36 | 7, 17, 17B, 19, 19A, 20, 24, 28, 41                                                           | Adyvárosi tó |
| 9  | Ifjúság körút 49.                                                  | 35 | 35 | 9, 9A, 19, 19A                                                                                | Szivárvány Óvoda |
| 10 | Ifjúság körút, Földes Gábor utca                                   | 34 | 34 | 9, 9A, 19, 19A                                                                                | Móra Ferenc Általános és Középiskola |
| 11 | Szigethy Attila út, Fehérvári út                                   | 33 | 33 | 7, 9, 9A, 13, 13B, 14, 14A, 14B, 15, 17, 17B, 19, 19A, 20, 20Y, 24, 25, 27, 28, 41            | Festékgyár, Adyvárosi sportcentrum, Barátság park |
| 12 | Ipar utca, Volán-telep (Korábban: Ipar utca, ÉNYKK Zrt.)           | 32 | 32 | 13, 13B, 14, 14A, 14B, 20, 20Y, 24, 41                                                        | Volánbusz Zrt. |
| 14 | Ipar utca, Puskás Tivadar utca (Korábban: Ipar utca, posta)        | 30 | 30 | 13, 13B, 14, 14A, 14B, 20, 20Y, 24, 41                                                        | |
| 15 | Puskás Tivadar utca, Ipar utca                                     | 29 | 29 | 20, 20Y, 24                                                                                   | |
| 16 | Puskás Tivadar utca, gázgyár                                       | 28 | 28 | 20, 20Y, 24                                                                                   | |
| 18 | ÁTI-raktár                                                         | 26 | 26 | 12, 12A, 12Y, 20, 20Y, 24, 30, 30A, 30B, 31, 31A                                              | |
| 19 | Reptéri út, Hűtőház utca                                           | 25 | 25 | 12, 12A, 12Y, 20, 20Y, 24, 30, 30A, 30B, 31, 31A                                              | Kenyérgyár |
| 21 | Hecsepuszta                                                        | 23 | 23 | 15, 15A, 30, 30A, 30B, 30Y, 31, 31A                                                           | |
| 22 | Chio sütőüzem                                                      | 21 | 21 | 30, 30A, 30B, 31, 31A                                                                         | Intersnack Magyarország Kft. |
| 24 | Dózsa major                                                        | 19 | 19 | 30, 30A, 30B, 31, 31A                                                                         | |
| 25 | Hérics utca (Korábban: Váci Mihály utca 132.)                      | 18 | 18 | 30, 30A, 30B, 31, 31A                                                                         | |
| 26 | Váci Mihály utca 92.                                               | 17 | 17 | 30, 30A, 30B, 31, 31A                                                                         | |
| 27 | Váci Mihály iskola                                                 | 16 | 16 | 30, 30A, 30B, 31, 31A                                                                         | Váci Mihály Általános Iskola, Keresztelő Szent János templom |
| ∫  | Déryné út, mozi                                                    | 15 | 15 | 30, 30Y, 31, 31A                                                                              | Duna Filmszínház |
| ∫  | Törökverő út                                                       | 14 | 14 | 30, 31, 31A                                                                                   | |
| ∫  | Jogar utca                                                         | 13 | 13 | 30, 31, 31A                                                                                   | |
| ∫  | Győrszentiván, Homoksor, Napos út                                  | 12 | 12 | 30, 31, 31A                                                                                   | |
| ∫  | Jogar utca                                                         | 10 | 10 | 30, 31, 31A                                                                                   | |
| ∫  | Törökverő út                                                       | 9  | 9  | 30, 31, 31A                                                                                   | |
| ∫  | Déryné út, mozi                                                    | 8  | 8  | 30, 30Y, 31, 31A                                                                              | Duna Filmszínház |
| 28 | Győrszentiván, részönkormányzat                                    | 7  | 7  | 30, 30A, 30B, 30Y, 31                                                                         | Győrszentiváni részönkormányzat, Kossuth Lajos Művelődési Ház |
| 29 | Kör tér                                                            | 6  | 6  | 30, 30A, 30B, 30Y, 31                                                                         | Orvosi rendelő |
| 30 | Sugár út, óvoda                                                    | 5  | 5  | 30, 30A, 30B, 30Y, 31                                                                         | Győrszentiváni Óvoda |
| 31 | Sugár út, Vajda utca                                               | 3  | 3  | 30, 30A, 30B, 30Y, 31                                                                         | Sugár úti temető |
| 33 | Vajda utca, Móricz Zsigmond iskola                                 | 2  | 2  | 30, 30A, 30B, 30Y, 31                                                                         | Móricz Zsigmond Általános Iskola |
| 35 | Győrszentiván, Kálmán Imre út végállomás                           | 0  | 0  | 30, 30A, 30B, 30Y, 31                                                                         | |

1. ↑  Egyes járatok kiemelt csúcsidei menetidővel közlekednek.